# NGC 6922
NGC 6922 is een spiraalvormig sterrenstelsel in het sterrenbeeld Arend. Het hemelobject werd op 24 juli 1863 ontdekt door de Duitse astronoom Albert Marth.

## Synoniemen
- UGC 11574
- MCG 0-52-18
- ZWG 373.17
- IRAS 20272-0221
- PGC 64814